# Alchemilla sect. Schizophyllae
Alchemilla sect. Schizophyllae ist eine auf Madagaskar heimische Sektion aus der Gattung Frauenmantel (Alchemilla). 

## Merkmale
Es sind Halbsträucher mit langen Sprossen und sympodialer Verzweigung. Vegetative Sprosse haben ein offenes Wachstum, bei ihnen wechseln vegetative und generative Zonen ab. Die generativen Zonen bilden in den Blattachseln dichasiale Blütenstände, während in den vegetativen Zonen vegetative Seitentriebe entstehen. Nur die jeweils basalen Teile des jährlichen Zuwachses sind ausdauernd, der Rest stirbt ab. Die Pflanzen wachsen diaxial. 
Die Blätter sind handförmig gelappt mit fünf Lappen. Die Nebenblättern sind laubblattartig und zu einem Drittel ihrer Länge mit dem Blattstiel verwachsen. Auf der anderen Seite sind die Nebenblätter nicht oder nur bis zu einem Zehntel der Länge verwachsen. Die freien Teile der Nebenblätter sind zweiteilig gegabelt. In der Knospe ist die junge Blattspreite von ihrer eigenen Tute umgeben. 
Die Außenkelchblätter sind deutlich kleiner als die Kelchblätter. Der Kelchbecher ist nicht behaart und oben nicht verengt. Es gibt ein Fruchtblatt, die Narbe ist kugelig. 

## Vorkommen
Die Sektion ist auf Madagaskar endemisch.

## Systematik
Die Sektion wurde früher als Untersektion der Sektion Longicaules geführt, jedoch 2004 von Notov zur eigenen Sektion erhoben. Der Lektotypus der Sektion ist Alchemilla bifurcata Hils et Boj. ex Baill.

## Belege
- Alexander A. Notov, Tatyana V. Kusnetzova: Architectural units, axiality and their taxonomic implications in Alchemillinae. Wulfenia 11, 2004, S. 85–130. ISSN 1561-882X